# Орлиний Патруль
Patrulla Águila (Патрулья Агіла, укр. Орлиний Патруль) — пілотажна ескадрилья ВПС Іспанії. Створена 4 липня 1985 року, базується на авіабазі Мурсія-Сан-Хав'єр поблизу Ла-Манга-дель-Мар-Менор.
Група добре відома у всьому світі, особливо завдяки своєму фінальному маневру в кінці шоу — одночасне приземлення всіх семи машин у щільному строю (вони є першою пілотажною групою, якій це вдалося). Це одна з небагатьох пілотажних груп, яка використовує у своїх авіашоу дим жовтого кольору (це потрібно для зображення іспанського прапора).
«Орлиний патруль» взяв участь у більш ніж трьох сотнях святкових подій, як цивільних, так і військових, у тому числі відкриття таких заходів як відкриття Олімпійських ігор в Барселоні, Всесвітня виставка в Севільї 1992 року, відкриття регати Volvo Ocean Race в листопаді 2005 у Віго, і святкування перемоги Іспанії у Чемпіонаті світу з футболу 2010 року тощо.

## Літаки і персонал

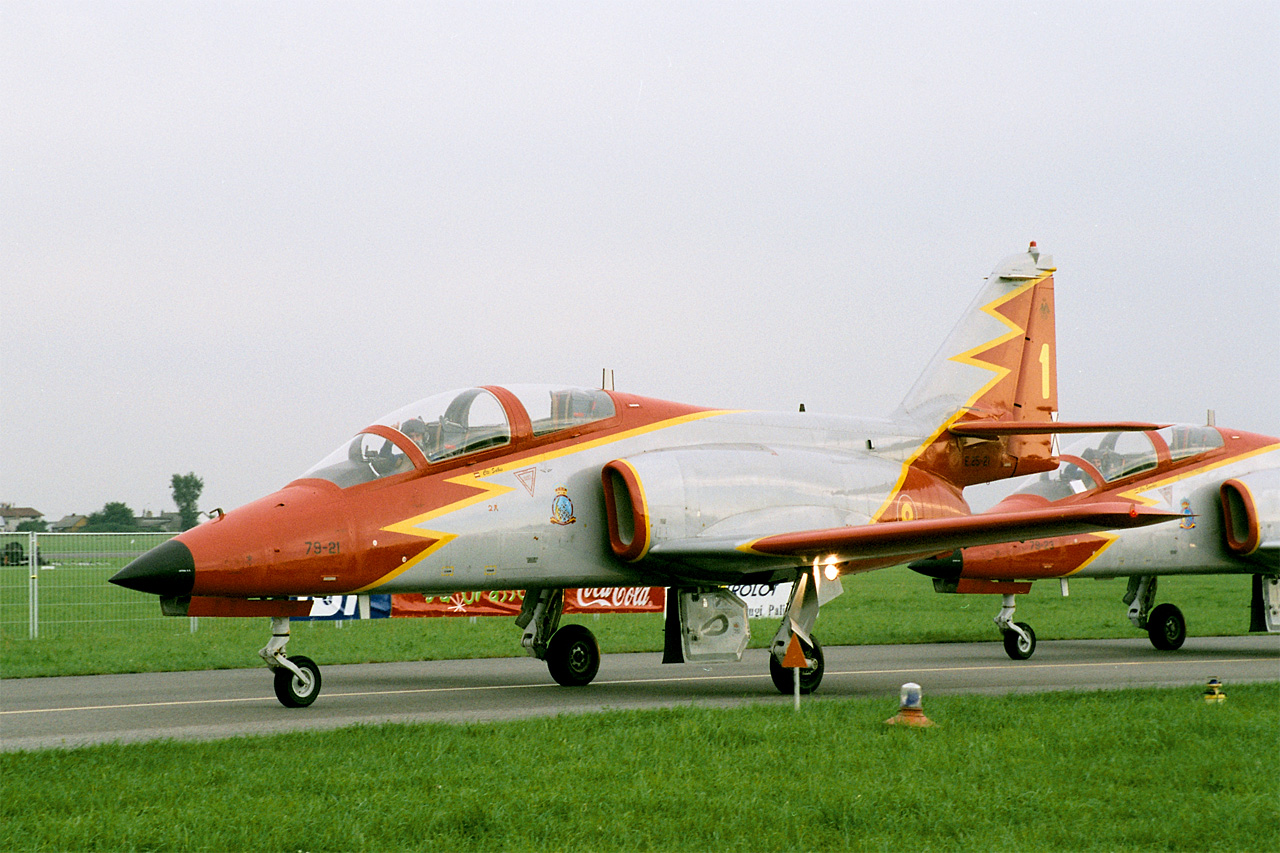
Один з літаків «Орлиного патруля» на авіасалоні в Радом 2005 року в Польщі.

Група використовує сім літаків CASA C-101 Aviojet іспанського виробництва. Це двомісний літак, здатний розвивати швидкість 770 км/год і досягати висоти 12,6 км, створений в основному для функцій навчання та тренувань. Машини ескадрильї відрізняються від стандартних лише лакофарбовим покриттям і наявністю типової для вищого пілотажу димової системи та можуть бути переобладнані для виконання бойових завдань.
«Орлиний патруль» складається з семи основних пілотів, наземного командира та п'яти запасних пілотів, а також численного допоміжного персоналу. Для подачі кандидатури до ескадрильї пілот повинен мати не менше 1000 годин нальоту на винищувачах або винищувачах-бомбардувальниках, у тому числі не менше 300 годин на реактивних літаках.
Під час шоу пілоти займають сім різних іменованих позицій:
- Líder або Орел-1 (Águila 1): йде попереду, керуючи польотом всієї групи, інші учасники розходяться в сторони та позаду від нього.
- Punto derecho і Punto izquierdo або Орел-2 і Орел-3: йдуть ліворуч і праворуч трохи позаду лідера, забезпечуючи стабільність відповідного боку строю.
- Perro або Орел 4: летить позаду, разом з попередніми позиціями утворюючи ромб.
- Solo або Орел-5: відповідає за маневри на межі можливостей літака.
- Par derecho і Par izquierdo або Орел-6 і -7: складають сторони строю і відповідають за маневри, які вимагають більшої точності та координації.

Такий стрій з сімох літаків може бути сформований у велику кількість різноманітних фігур.
Пілоти станом на 2018 :
| Пілот                                                            | Позиція             |
| ---------------------------------------------------------------- | ------------------- |
| Daniel Zambrano Duque (Бадахос)                                  | Командир ескадрильї |
| José Javier Sánchez Martín (Пуертояно)                           | Líder               |
| Juan Carlos Márquez Noriego (Бадахос)                            | Punto derecho       |
| Miguel Ángel Abad Ibabe (Картахена)                              | Punto izquierdo     |
| Guillermo Ruiz Iváñez (Тібі)                                     | Perro               |
| Eduardo Fermín Garvalena Crespo † (загинув 27.02.2020) (Гранада) | Solo                |
| Rocío González Torres (Севілья)                                  | Par derecho         |
| Francisco Javier Pérez Valderas (Вальдепеньяс-де-Хаен)           | Par izquierdo       |

Росіо Гонсалес Торрес — єдина жінка серед пілотів команди. В 2016 році вона стала першою жінкою в історії ВПС Іспанії, яка досягла 1000 годин нальоту на F-18.

## Інциденти
27 лютого 2020: командер Едуардо Фермін Гарвалена загинув під час виконання службових обов'язків, коли його літак № 5 впав в океан біля коси Ла-Манга 
У січні 2022 року на в'їзді до району Сьюдад-дель-Айре в Алькала-де-Енарес (автономна спільнота Мадрид), на честь пам'яті Гарвалени було встановлено літак C-101 «Орлиного патруля» з іменем пілота на фюзеляжі та номером 5 на хвості. 

## Галерея

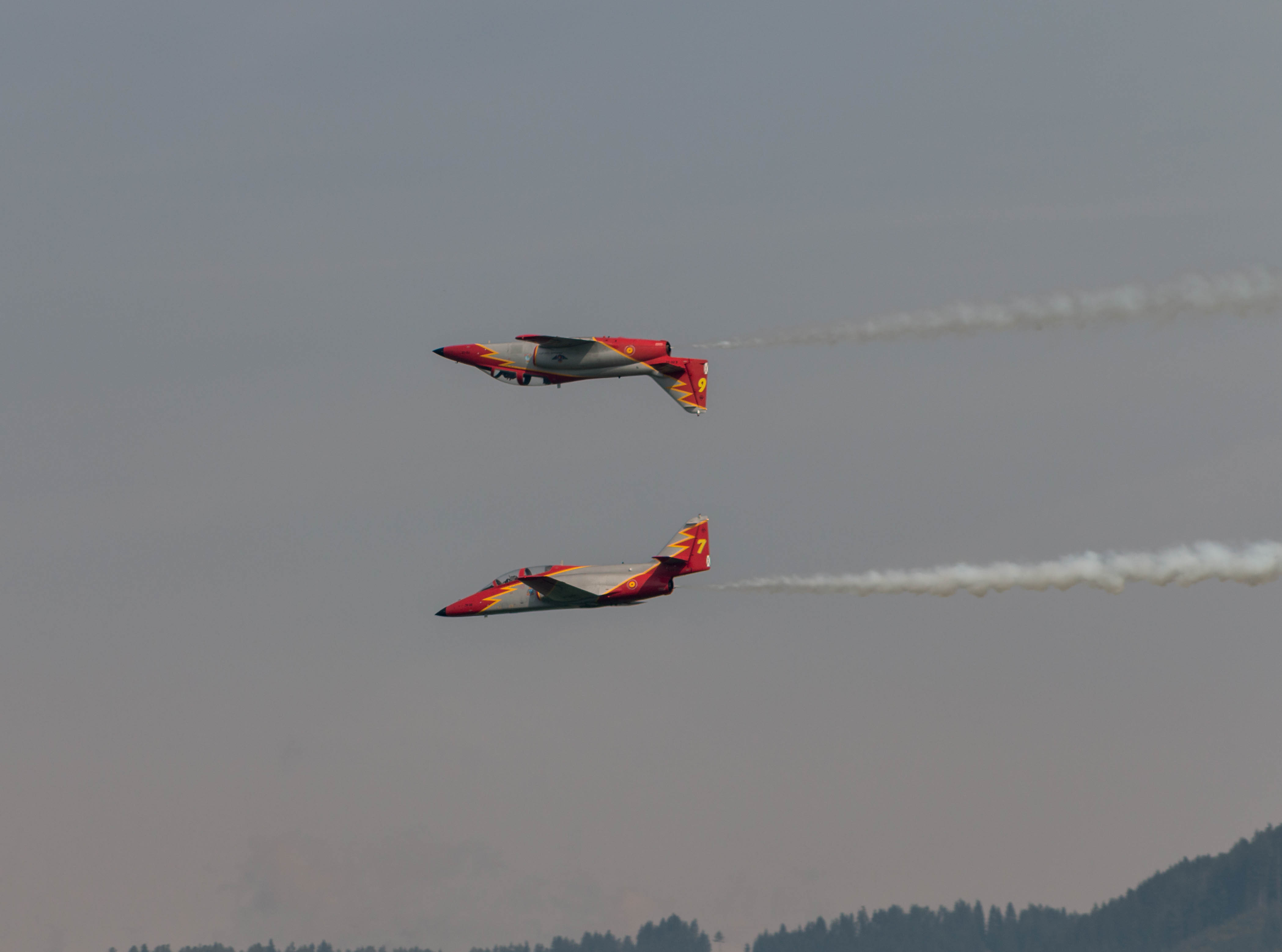
AirPower-2016
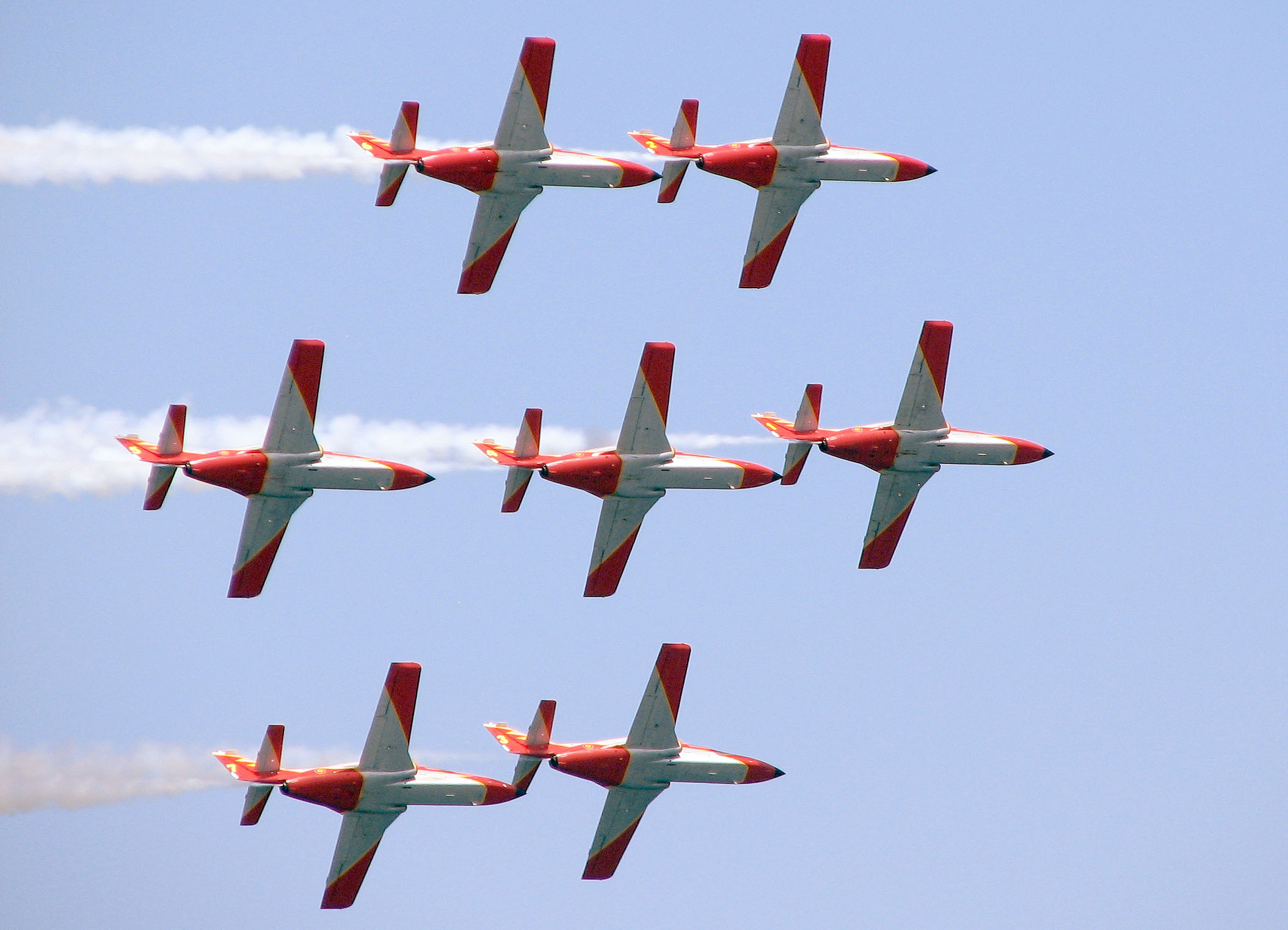
Авіафестиваль в Хіхоні, 2007
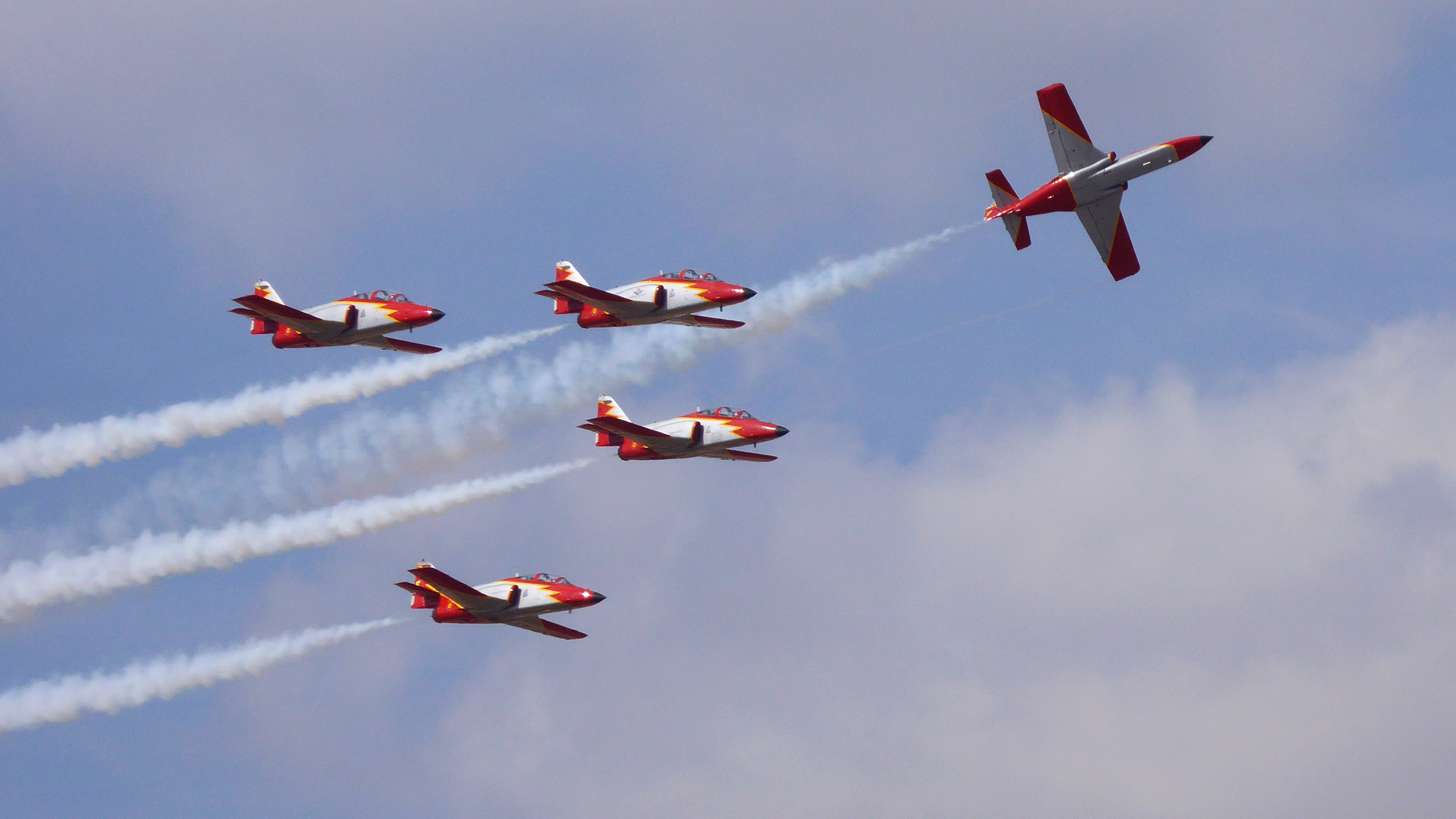
Patrulla Águila повертається з Мадрида на свою базу. Національний день Іспанії, 2016
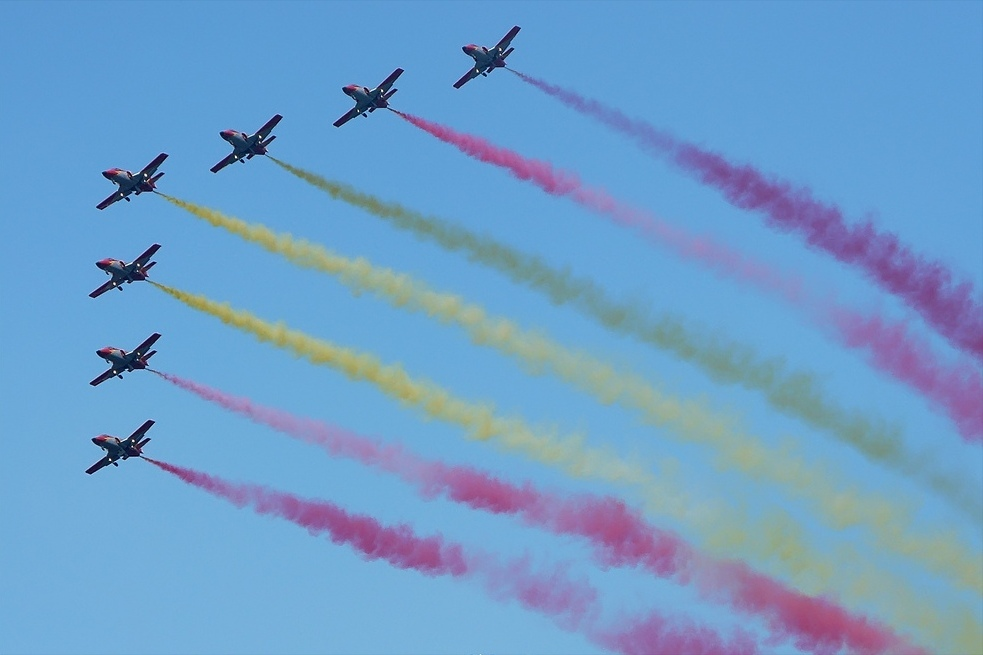
Festival Aéreo de Vigo, 2009.
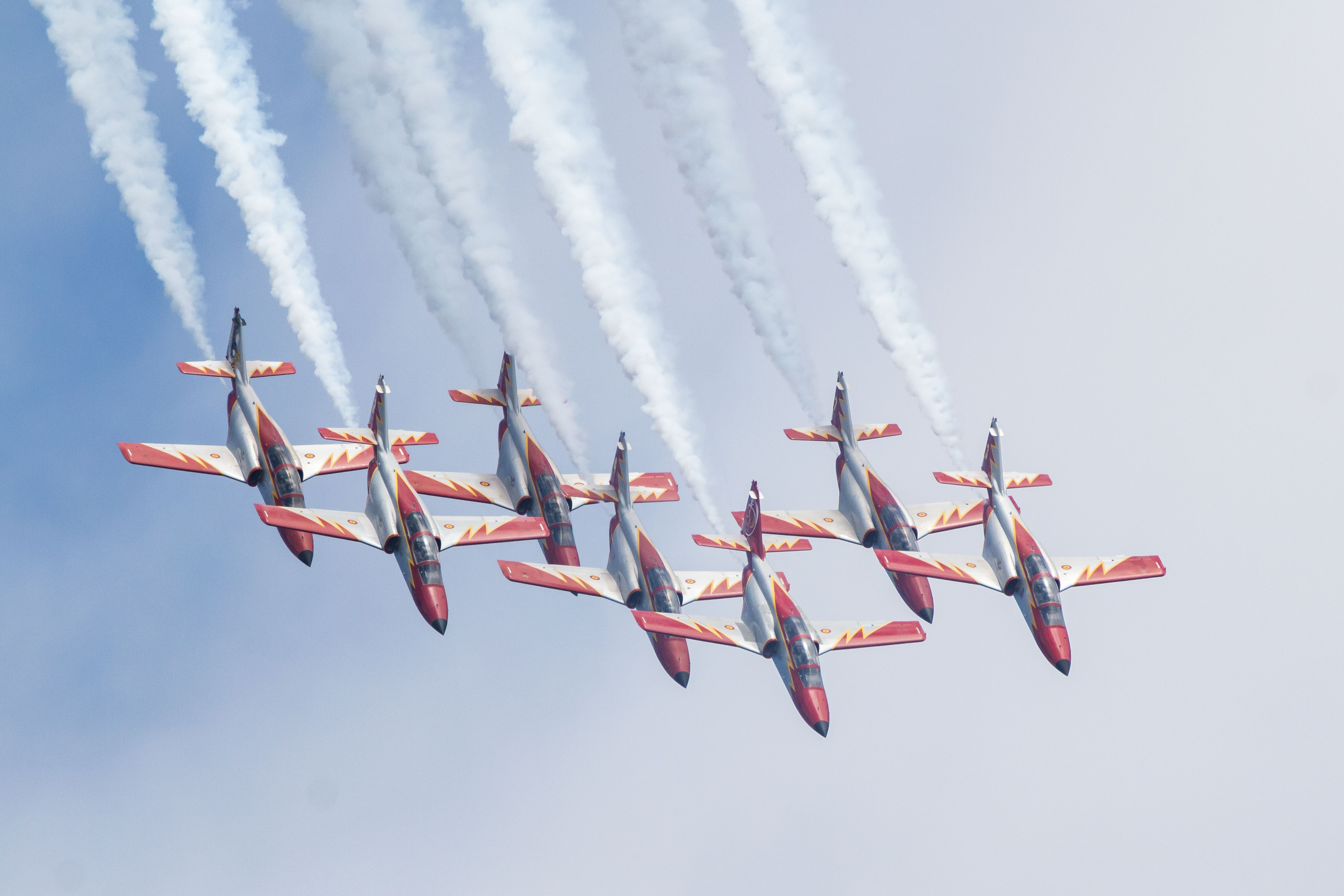
Авіафестиваль у Хіхоні, 2017